# روز ليون
روز ليون (بالإنجليزية: Rose Leon)‏ هي رائدة أعمال جامايكية، ولدت في 20 أكتوبر 1913 في كينغستون في جامايكا، وتوفيت في 16 أغسطس 1999.